# Saúl Hernández
Alfonso Hernández Estrada, conocido artísticamente como Saúl Hernández (Ciudad de México, 15 de enero de 1964) es un músico, poeta, compositor, cantante y multinstrumentista mexicano. Es considerado uno de los más importantes músicos del Rock alternativo mexicano y Latinoamericano. Es el actual líder de Caifanes y de Jaguares, y uno de los miembros originales junto a Diego y Alfonso, por lo cual consiguió ser uno de los pilares y figuras más destacadas en la escena de la música rock en México y en Latinoamérica finales de los 80 y la primera mitad de la década de los 90.
Después de la salida del guitarrista Alejandro Marcovich y la pérdida legal del nombre Caifanes, Hernández y Alfonso André tuvieron que continuar con un nuevo nombre: Jaguares. Al inicio de esta etapa, Hernández debió ser intervenido en repetidas ocasiones a causa de pólipos en las cuerdas vocales, lo cual cambió su timbre de voz, sin que esto le imposibilitara seguir con su carrera.
Bajo el nombre de Caifanes y Jaguares, y en solitario, Hernández ha lanzado 10 discos y vendido más de 15 millones de copias. Ha colaborado y hecho giras con muchos artistas entre ellos Morrissey, Stewart Copeland, Adrian Belew, The Rolling Stones, David Hidalgo (Los Lobos), Billy Preston, Tigres del Norte, Juan Gabriel, La Internacional Sonora Santanera, Los Ángeles Azules, Peter Gabriel, Estopa, Red Hot Chili Peppers, y muchos más.
Desde los inicios de su carrera, Hernández ha mantenido un activismo en pro de la defensa de los derechos humanos, ya sea a través de Internet o mediante discursos en sus conciertos. Ha apoyando causas como el rechazo a los asesinatos de Ciudad Juárez y el respeto a la vida de los inmigrantes mexicanos a Estados Unidos, así como también tiene un fuerte apoyo a Amnistía Internacional.

## Biografía
Saúl Hernández nació en la Ciudad de México el 15 de enero de 1964. Originario de la Colonia Guerrero. A muy temprana edad perdió a su madre y él mismo juzga esa confrontación con la muerte, como inspiración fundamental para los temas que ha escrito. 
En 1979, a los quince años, dejó los estudios y formó su primera agrupación, llamada Deimos, en donde fungió como vocalista y guitarrista, en compañía de José Navarro (batería) y Salvador de la Fuente (guitarra). Al desintegrarse Deimos, en 1981, le siguieron In Memoriam y Frac, junto a Leoncio Lara de Bon y los Enemigos del Silencio. En 1984, el guitarrista Alejandro Marcovich creó una nueva agrupación dónde invitó a Hernández, la cual nombraron como Las Insólitas Imágenes de Aurora en alusión a un cuento que Saúl había escrito.
Este grupo se creó para amenizar una fiesta organizada por el ahora director de cine Carlos Marcovich, quien lo presentó a su hermano Alejandro. Ese sería también el primer grupo al que se incorporaría el baterista Alfonso André, quien a partir de ese momento participaría en todos los proyectos de Hernández. La fama de Las Insólitas creció rápidamente en el ámbito underground mexicano, al tiempo que sus integrantes participaban en las presentaciones en TV del cantante argentino Laureano Brizuela entre otros, con el fin de reunir dinero para adquirir instrumentos y equipo.
Durante dos años y medio, fue sometido a 40 operaciones en la garganta para que le extirparan varios tumores.

### Caifanes
Tras la desintegración de Las Insólitas Imágenes de Aurora, el demo del grupo había circulado ampliamente por la Ciudad de México, por lo que cuando Caifanes, esta nueva agrupación, en la que (por lo menos en su alineación clásica) André continuaría en la batería, y se incorporarían Sabo Romo en el bajo y Diego Herrera en los teclados, y posteriormente Alejandro Marcovich en la guitarra. El grupo hizo su primera aparición el 11 de abril de 1987 en un foro de dicha ciudad llamado Rockotitlán, la sala se abarrotó y muchos seguidores quedaron fuera.
Caifanes consiguió muy pronto un contrato con el sello BMG / Ariola y comenzaron a cosechar éxitos desde su primer sencillo, «Mátenme porque me muero». Además, fue de los primeros grupos mexicanos de su género, difundidos en los medios de comunicación mexicanos, hasta entonces dedicados a la promoción de músicos pop y baladistas apoyados por la empresa Televisa. 
Si bien tuvieron éxito comercial desde su primer sencillo, fue hasta la promoción de «La célula que explota» (1990) que se situaron como la punta de lanza entre los grupos mexicanos. La aparición de El silencio, en 1992, fue ampliamente aceptada y el grupo se convirtió en un fenómeno en gran parte de Hispanoamérica y los Estados Unidos. En esos días Hernández, comenzó a luchar contra su adicción a la cocaína.
Paralelamente, participó como guitarrista en un grupo de improvisaciones llamado La suciedad de las sirvientas puercas, al lado de José Arturo Fagoaga, Alfonso André, el guitarrista José Manuel Aguilera y el bajista Federico Fong. De dicha participación, existe un disco en vivo; los integrantes de este grupo tocaban vestidos de mujeres, e incluso maquillados.
En 1995, durante la gira de El nervio del volcán, las disputas entre Saúl Hernández y el guitarrista Alejandro Marcovich llevaron al grupo a su separación.

### Jaguares
La casa disquera BMG propuso a Hernández comenzar una carrera como solista, con un primer disco producido por Adrian Belew, sin embargo él, que siempre se ha considerado como miembro de un grupo, decidió armar una nueva banda, Jaguares, constituida bajo el precepto de ser un taller creativo que, bajo la batuta de Hernández, alternaría músicos de un disco a otro.
La primera alineación del grupo fue extrapolada de La suciedad de las sirvientas puercas, participando José Manuel Aguilera en la guitarra principal, y Federico Fong al bajo. La primera producción, El equilibrio de los Jaguares sale a la venta en 1996. En esta grabación se aprecia la voz de Hernández, ya afectada por las cirugías. No obstante, el disco está considerado como de los de mayor calidad del grupo, y del género en México.
El segundo álbum, Bajo el azul de tu misterio (1999), consta de dos discos, uno con grabaciones en concierto, tocando éxitos de ambas agrupaciones, y otro con 10 temas inéditos grabados en estudio. Para esta producción, la alineación del grupo cambia, entrando Sabo Romo (antiguo integrante de Caifanes) al bajo, y participan César López 'el vampiro' (exintegrante del grupo Maná) y Jarris Margalli en las guitarras.   
Durante la grabación del disco, nació Zoey, hija de Hernández, para quien escribió el tema Tú.
Posteriormente, y ya con una alineación fija (Saúl Hernández, César López, y Alfonso André), la agrupación lanza 3 discos más. En el 2001 sale a la venta Cuando La Sangre Galopa, de corte alternativo, experimentando diversos estilos, fue un disco innovador. En 2002 sale a la venta El primer instinto, consistente de versiones acústicas de canciones de Caifanes y Jaguares, y dos nuevos temas. Crónicas de un laberinto sale en el 2005, de corte más roquero y eléctrico, el cual no fue debidamente promocionado por su casa disquera; ese mismo año salió el disco recopilatorio denominado De Caifanes a Jaguares, con las canciones más populares de la primera etapa con Caifanes y posteriormente con Jaguares. En el 2008 regresan con un álbum titulado [45], el cual fue grabado en sesión maratónica de 7 días, contando con la participación como músico invitado, del teclista Diego Herrera, miembro fundador de Caifanes.

### Carrera como solista
Saúl Hernández anunció a finales de 2010 el próximo lanzamiento de su primer álbum como solista, Remando, el cual estaría a la venta el 29 de marzo de 2011. El 18 de enero de 2011, lanzó el primer sencillo de este álbum, «Molecular».

«Hace tiempo que lo venía pensando, no estaba seguro de dar el paso, incluso sólo lo pensaba para mí. Recuerdo que fue cuando estábamos grabando “Crónicas de un laberinto” (2005) que le comenté a Alfonso (baterista) mi inquietud», recuerda Saúl en entrevista telefónica con «Reforma» desde su casa, en Playa del Carmen. «Ahí se quedó la idea, la estacioné un poco. Tenía hasta cierto miedo, porque ya es sólo un proyecto personal, es algo que sólo haré yo, y la responsabilidad ya no recae en cuatro, en más opiniones, sólo en mí».

En el 2014 lanzó su más reciente álbum, llamado "MORTAL", el cual obtuvo un puntaje de 80/100 en la prestigiosa página Hey! Espectáculos.

### Regreso de Caifanes
A finales del año 2010, después de 15 años, Saúl Hernández logró por fin limar asperezas con el exguitarrista Alejandro Marcovich, esto resultó en una reconciliación en el escenario del Vive Latino del 2011 reuniendo así, a los miembros originales de la banda y dejando con un buen sabor de boca a los presentes.
Tras la presentación en el Vive Latino, Caifanes comenzó una gira en la cual visitaban las principales ciudades de México, ciudades estadounidenses con gran población de mexicanos y otros países latinoamericanos. 
En 2013 la banda anunció su regreso a la formación original (cuarteto) así afirmando la salida de Marcovich de la banda con el apoyo de Rodrigo Baills en la guitarra. En 2020, derivado de un supuesto malentendido administrativo, Sabo Romo deja la banda, y la formación se modifica nuevamente a quinteto con la adición de Marco Rentería en el bajo.

## Reconocimiento y crítica
Enrique Lopetegui del Los Angeles Times escribió en 1996: "Hernández nunca ha sido un gran cantante, pero se convirtió en el máximo héroe del rock mexicano gracias a un timbre único, una forma de cantar conmovedora, una poesía de devastadora oscuridad y un talento poco común para escribir canciones que se convertirían en himnos".

## Discografía

### Con Caifanes
- Caifanes (1988)
- El diablito (Caifanes Vol. II) (1990)
- El silencio (1992)
- El nervio del volcán (1994)
- Caifanes MTV Unplugged (1995)
- Heridos (2019)
- Solo eres tu (2022)
- Inés (2023)
- Y Caíste (2025)

### Con Jaguares
- El equilibrio de los jaguares (1996)
- Bajo el azul de tu misterio (1999)
- Cuando la sangre galopa (2001)
- El primer instinto (2002)
- Crónicas de un laberinto (2005)
- 45 (2008)

### En solitario
- Remando (2011)
- Mortal (2014)

## Otras participaciones
- 1992, The Amazing Dr. Fanatik y La suciedad de las sirvientas puercas: LIVE (Disco en vivo de dicha agrupación) «Saúl: Coros y guitarra»
- 1991, Mistus, álbum "Eternamente Subterráneo", «Diferentes Colores».
- 1991, Santa Sabina y Sax de la maldita vecindad, Banda sonora de Ciudad de ciegos, «Foto Finish».
- 1993, participación en el álbum "Entre amigos" con Armando Manzanero «Como yo te amé».
- 1995, Amén, álbum "Los sueños de maría", «Almas».
- 1994, ¡Qué Payasos!, Rock para niños y no tan niños, «Alicia».
- 1996, colaboración con Khaled (cantante argelino) en el tema Ki Kounti del álbum Sahra.
- 1998, en el álbum Outlandos d'Americas: A Tribute to The Police, con la canción «¿Será que todos nos acechan?» con Stewart Copeland.
- 1999, en el álbum "Los cuates de Chabelo", con la canción «El león».
- 2000, banda sonora de Misión: Imposible II, «Deslizándote».
- 2000, versión de «¿Será por eso?» en el álbum "Forseps" con José Fors (cantante de La Cuca).
- 2002, con Zoé en su álbum homónimo (Zoé), para el tema «Electricidad».
- 2002, cover de la canción de Juan Gabriel «Te lo pido por favor», en el álbum "El primer instinto".
- 2003, Ana Torroja, álbum "Frágil", «Hoy igual que ayer».
- 2003, tributo a José Alfredo Jiménez, álbum "Un mundo raro", «Así es mi amor».
- 2005, canción inédita y tocada en vivo en el evento "Voces con causa", en la Cd. de México, «Te vi (Eres gigante)».
- 2006, tributo a Tin Tán, álbum "Viva Tin Tán", «Calabacitas Tiernas».
- 2006, homenaje a John Lennon, «Gimme Some Truth», en español «Lo que quiero es la verdad».
- 2008, con el Instituto Mexicano del Sonido (banda sonora de la película Rudo y Cursi), «Árboles de la Barranca»
- 2010, canción original de Mercedes Sosa tocada en vivo en el Reventour, fecha de Guadalajara, haciendo referencia a las leyes antiinmigrantes de Arizona, «Todo cambia».
- 2010, colaboración en el álbum "Bimexicano, Nuestros clásicos hechos rock", con la canción «La martiniana».
- 2010, colaboración en el disco Hechizo, homenaje a Enrique Bunbury y Héroes del Silencio, con la canción «Que tengas suertecita».
- 2011, cover al tema «La maza» de Silvio Rodríguez, en vivo "Lunario del Auditorio Nacional".
- 2011, cover al éxito de Nacha Pop «Lucha de gigantes», en vivo "Lunario del Auditorio Nacional".
- 2013, colaboración en el nuevo disco de Los Ángeles Azules con el tema «Entrega de amor». Estrenado en mayo de 2013.
- 2014, colaboración con Pepe Aguilar en el álbum MTV Unplugged con el tema «Viento».
- 2015 participa en el disco “Caricia Urgente” música de Guillermo Briseño con el tema «María de mis Alquimias».
- 2016 Es invitado al concierto de Ximena Sariñana en el “Teatro Metropólitan” e interpreta «Gris» a lado de la cantante.
- 2021 Participa en el disco “Dios los cría” de Andrés Calamaro con el tema «Gaviotas».
- 2022 participa con el grupo Gran Sur a cantar “Antes de que nos olviden”

## Equipo
A continuación se muestra una breve lista de las guitarras y bajos que más se le ha visto ocupar sobre el escenario a Saúl Hernández:
- Fender Stratocaster
- Fender Telecaster
- Fernandes Guitars Retrorocket
- Gibson SG
- Gibson Les Paul
- Gibson Flying V
- Gibson Firebird
- Music Man Stingray

También se le ha visto usar algunos modelos de Ibanez y Rickenbacker, como en el videoclip de "Será por eso".